# Hutang (köpinghuvudort i Kina, Zhejiang Sheng, lat 30,07, long 120,42)
Hutang är en köpinghuvudort i Kina. Den ligger i provinsen Zhejiang, i den östra delen av landet, omkring 31 kilometer sydost om provinshuvudstaden Hangzhou. Antalet invånare är 39 477. Befolkningen består av 19 444 kvinnor och 20 033 män. Barn under 15 år utgör 12,0 %, vuxna 15-64 år 77 %, och äldre över 65 år 10,0 %.
Runt Hutang är det tätbefolkat, med 613 invånare per kvadratkilometer. Närmaste större samhälle är Shaoxing, 17,1 km sydost om Hutang. I omgivningarna runt Hutang växer huvudsakligen savannskog.
Genomsnittlig årsnederbörd är 1 869 millimeter. Den regnigaste månaden är juni, med i genomsnitt 328 mm nederbörd, och den torraste är november, med 74 mm nederbörd.